# Psihoanalitička teorija razvoja
Psihoanalitička teorija razvoja
Prema psihoseksualnom modelu, ljudski razvoj se odvija u pet faza:
1. Oralna faza - traje od rođenja do 18. mjeseca života. Libido je smješten u području usta. Izvor tjelesnog užitka je sisanje. Dijete usmjerava sve predmete iz okoline prema ustima. Osim zbog zadovoljstva koje pruža djetetu, ova radnja bitna je i za upoznavanje svijeta oko sebe. Kasnije u životu, osobe kojima je libido ostao vezan za ovu fazu često grickaju nokte, puše, pretjerano jedu, skloni su različitim vrstama ovisnosti i slično. To se može dogoditi primjerice zbog preranog prestanka dojenja ili zbog uskraćivanja djetetu da na ovaj način istražuje svijet.  
2. Analna faza - traje tijekom 2. i 3. godine života. Libido je smješten u području anusa.Dijete je u ovoj fazi preokupirano stjecanjem higijenskih navika. Izvor tjelesnog užitka je sposobnost kontrole rada sfinktera. Ako je uspješno u tome, dijete doživljava zadovoljstvo tijekom uriniranja i obavljanja nužde.  Ako dijete u tome nije uspješno i jave se poteškoće koje se očituju u nemogućnosti da se doživi zadovoljstvo ove vrste, to se kasnije odražava na formiranje određenih karakteristika karaktera, npr. sebičnost i pedantnost vezane uz zadovoljstvo koje prati zadržavanje fekalija i urina, a darežljivost i neurednost sa zadovoljstvom koje se doživljava prilikom pražnjenja.
3. Falusna faza - traje od 4. do 7. godine života. Libido je smješten u područje genitalija. Zadovoljsto se doživljava dodirivanjem i podraživanjem genitalija. U ovoj fazi javljaju se Edipov i Elektrin kompleks. Ako osoba ostane fiksirana na falusnu fazu, kod muškaraca se očituje kao ambicioznost, hvalisavost, drskost i bezobzirnost, a kod žena kao sklonost zavođenju i flertanju.
4. Faza latencije - traje od 7. do 12. godine života. Libido je potisnut tijekom ove faze. Dijete je usmjereno ka neseksualnim aktivnostima. Javlja se potreba za identifikacijom s roditeljem istog spola što se očituje i u potrebi djeteta da prihvati vršnjake istog spola i s njima se poistovjeti.
5. Genitalna faza - traje od 12. godine. Libido se ponovno pokreće i manifestira se kao sklonost prema suprotnom spolu. Kada čovjek usmjeri pažnju prema jednoj osobi za koju se opredijeli, prema Freudu tada je postigao svoj puni razvoj. Po njemu je ovaj tip ličnosti idealan tip.